# オチャーコフ (防護巡洋艦)
オチャーコフ（ロシア語:Очаковアチャーカフ；ウクライナ語:Очаківオチャーキウ）は、ロシア帝国で建造された防護巡洋艦（Бронепалубный крейсер）である。一等巡洋艦（Крейсер 1-ого ранга)に含まれる遠距離偵察艦（Дальний разведчик）に分類された。
艦名は、ウクライナの都市で露土戦争のオチャーコフ攻囲戦の戦勝地ウージーのロシア名である『オチャーコフ（ロシア語: Очаков）』に由来する。

## 概要

### 建造

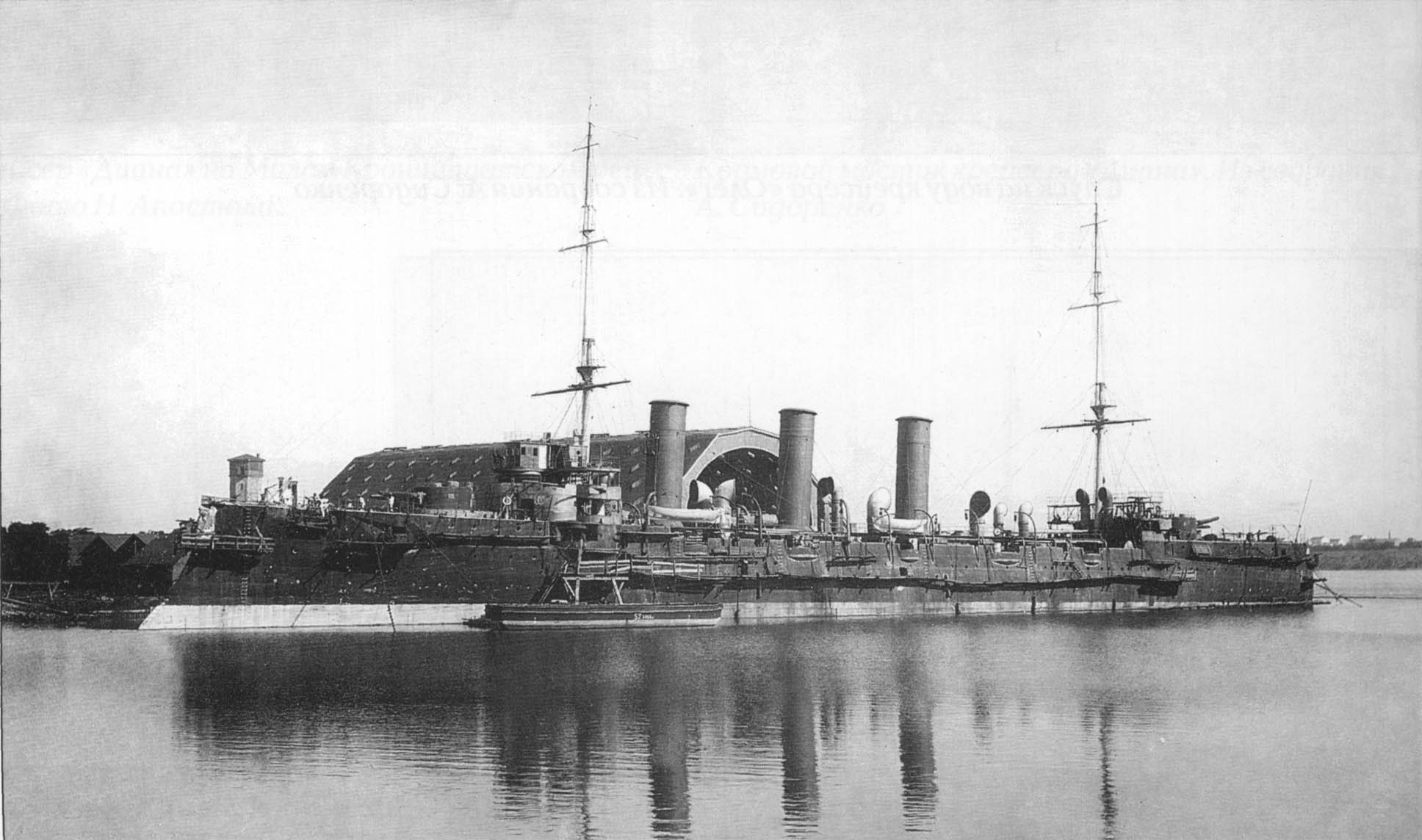
セヴァストーポリで建造中のオチャーコフ。

オチャーコフは、1881年にドイツ帝国のフルカン社によって設計されたボガトィーリ級防護巡洋艦の5番艦として計画された。同級の後期型2 隻は、1895年から1902年間の予定で黒海艦隊向けに計画されていた。
黒海艦隊型ボガトィーリ級の2番目の艦となったオチャーコフは、1901年2月27日にセヴァストーポリの国有工廠で起工、5月4日付けで黒海艦隊に登録された。1902年9月21日には、進水式を行った。しかし、日露戦争への出費のため建造資金が枯渇し、オチャーコフの建造は遅々として進まなかった。

### 第一革命

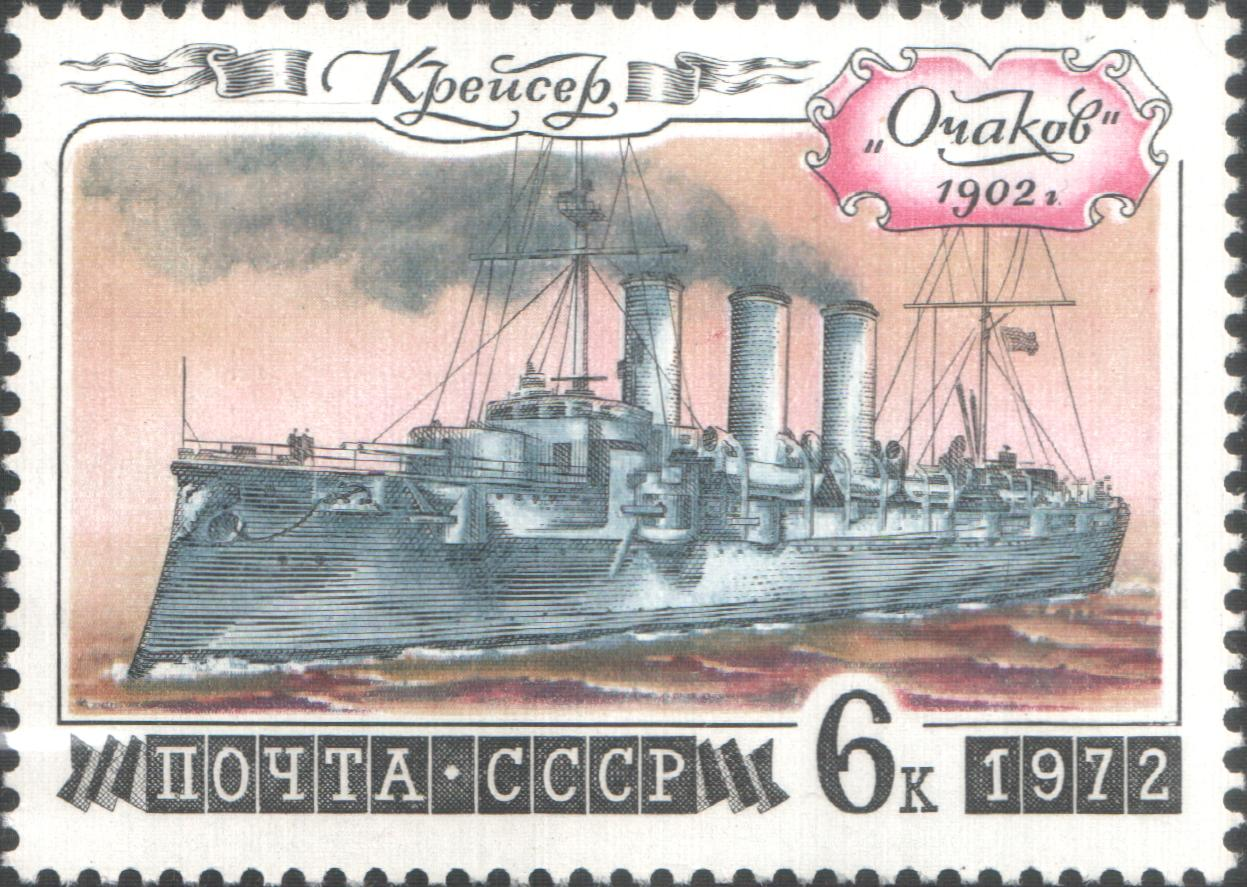
オチャーコフの叛乱を記念するソ連の切手（1972年発行）。

1905年6月30日には戦艦ポチョムキン＝タヴリーチェスキー公の叛乱が発生したが、これに影響を受け、11月24日には建造中であったオチャーコフ艦上でも叛乱が発生した。オチャーコフではピョートル・シュミット中尉の指揮により司令部に対する反抗が試みられたが、28日には制圧された。この一連の反乱事件を「セヴァストーポリ蜂起」と呼ぶ。
反乱勢力の鎮圧に際し、艦体は著しい損傷を受けた。また、不吉な反乱艦の名称を嫌い、艦は完成を待たずに1907年4月7日、カグール（Кагулカグール）と名を改められた。
修理をするとともに日露戦争での戦訓を取り入れ若干の改修を施されたカグールは、1909年6月10日にようやく竣工した。

### 性能
オチャーコフは、同時期に建造された近距離偵察巡洋艦に比べ、長大な航続距離を持っていた。速力は23.3 knを発揮した。
武装は45口径の152 mm砲12 門を備えていた。当初搭載の予定されていた45 mm砲は、日本海海戦で艦隊戦には全く役立たずであることが判明したため搭載が見送られた。また、1911年には艦首に装備されていた水中発射型魚雷発射管も撤去された。
無線装置は、2 kWのテレフンケン式1909年型が搭載され、これにより250 浬までの距離での交信が可能であった。
バルト海艦隊向けの3艦に対し、黒海艦隊向けの2艦にはいくらかの修正が行われていた。しかし、それ以上に工作の関係で個艦の性能差が大きくなった。オチャーコフは航続距離や装備の面で若干他艦より見劣りがした。

### 第一次世界大戦
1914年に勃発した第一次世界大戦では、敵の海上交通や沿岸地帯への急襲作戦任務、オスマン帝国沿岸における偵察及び封鎖部隊の輸送任務に就き、他の艦隊の活動を急襲任務及び機雷敷設で支援した。また、戦艦戦隊を護送し、その対潜防御に従事した。
1916年になると、カグールは、2月5日から4月18日にかけて行われたトラブゾン攻撃作戦に参加した。同年10月にはコンスタンツァの石油貯蔵所や港湾施設を砲撃した。その後、同年10月8日からセヴァストーポリ軍港で武装の近代化を伴う艦体と内部構造の修繕を行った。この改装により、艦には新しい長砲身の130 mm砲が搭載された。

### 内戦
1917年2月にはロシア革命が勃発した。これに関連し、カグールは4月13日から再びオチャーコフに艦名を戻された。これは、先の「オチャーコフの蜂起」を記念してのものであった。

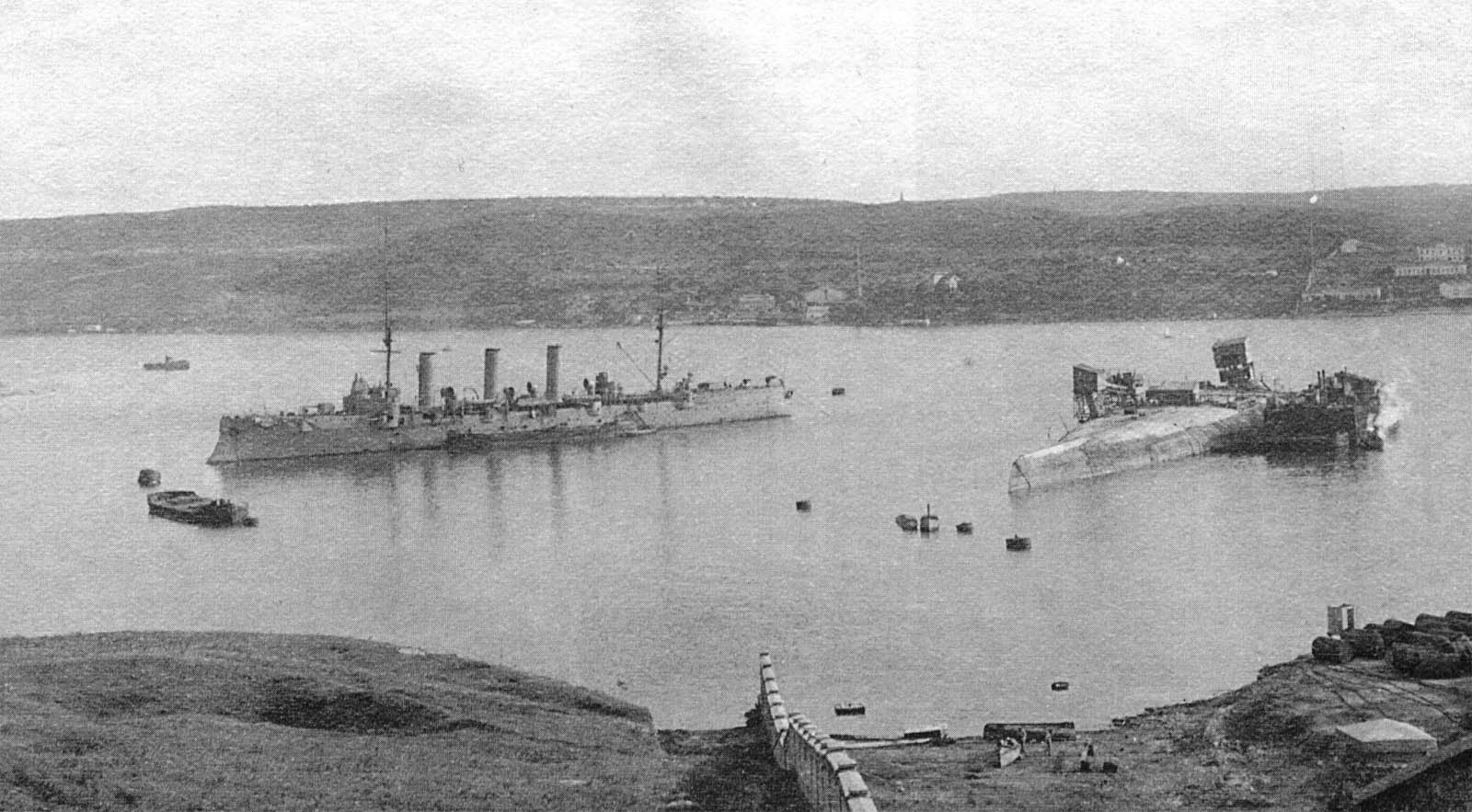
1918年4月、ウクライナ時代のオチャーキウ（転覆しているのは戦艦インペラトルィーツャ・マリーヤ）。

オチャーコフは、同年12月29日には赤色黒海艦隊へ編入された。翌1918年1月にはウクライナ人民共和国によって所有権の主張が宣言されたが、そのときすでにオチャーコフは赤軍の手中にあった。その後、1918年2月9日のブレスト＝リトフスク単独講和により中央同盟国と同盟したウクライナ人民共和国軍がウクライナ全土を回復し、赤軍はウクライナから駆逐された。
4月29日にドイツ帝国の軍事力を背景にしたヘーチマンの政変によってウクライナ国が成立すると、一部の艦艇はドイツ軍による接収に反対して赤軍支配下のノヴォロシースクへ逃亡した。しかし、オチャーコフはセヴァストーポリにて5月1日にドイツ軍に捕獲され、翌2日には正式にドイツ海軍に編入された。その後、ウクライナ国海軍に編入されその主要艦艇のひとつとなった。
ウクライナ時代に艦名が再びカグール（ウクライナ語でカフール）に戻されたという説もあるが、定かではない。

### 白色艦隊
ドイツの降伏により後ろ盾を失ったウクライナ国は、11月にイギリス・フランス合同革命干渉軍の侵攻を受け、多くの艦艇を失った。オチャーコフも、他艦同様11月24日に干渉軍に捕獲され、イギリス海軍に編入された。

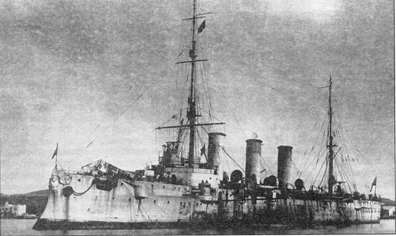
ゲネラール・コルニーロフ時代の撮影。

1919年3月3日には、オチャーコフは南ロシア軍に編入された。艦名は、9月にゲネラール・コルニーロフ(Генерал Корниловギニラール・カルニーラフ)に変更された。艦名の由来となったラーヴル・コルニーロフ将軍は、高名な白軍の司令官であった。
組織の改編に伴い、1920年5月11日には所属はロシア軍となった（ヴラーンゲリ艦隊）。ゲネラール・コルニーロフは、11月に行われたペレコープ＝チョンガールの戦いに参加した。
1920年11月14日、内戦に敗れたピョートル・ヴラーンゲリ将軍がイスタンブールに亡命した際には、ゲネラール・コルニーロフは難民を乗せて国外へ脱出した。その後、艦隊は地中海に面したチュニジア北部の町ビゼルトへ到達し、その地においてフランス政府によって抑留（Internment）された。
その後、ソ連による艦隊返還要求が繰り返し行われたが、フランス政府は1924年10月29日にソ連を承認するまでこれに応じなかった。しかし、これらの艦艇がソ連に属することの決まったのちも複雑な国際情勢から旧ロシア艦隊の抑留艦はついに帰国することはなく、1920年代末にフランスの民間会社に解体のため売却され、作業は1933年フランスのブレストにおいて完了した。